# Тачпад

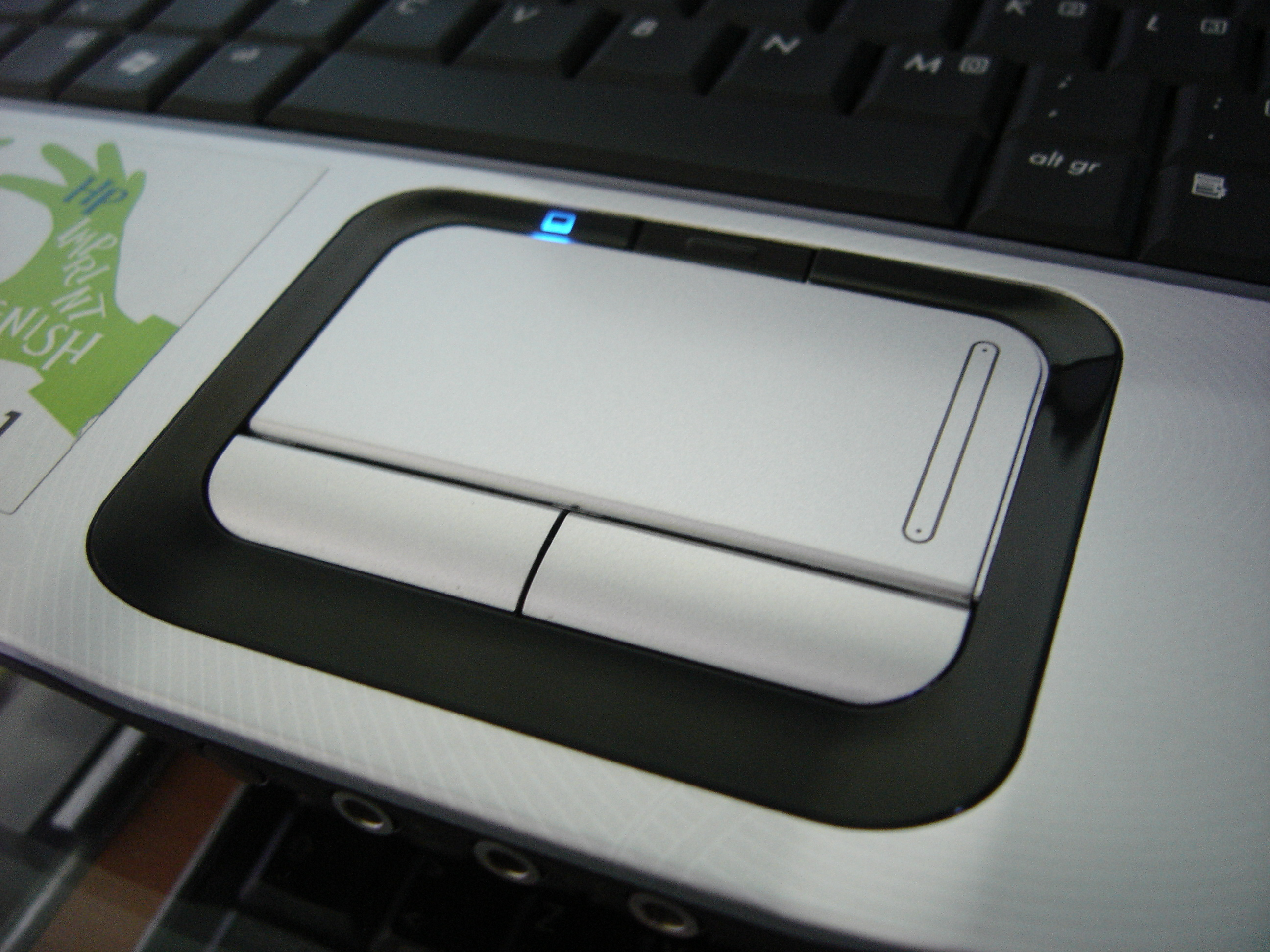
Тачпад на ноутбуке

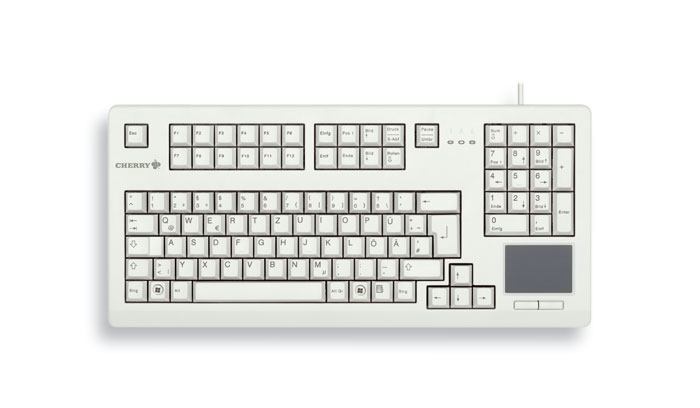
Тачпад на клавиатуре

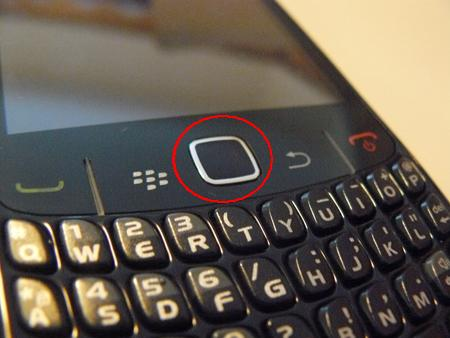
Тачпад (трекпад) на смартфоне (обведён красным кружком)

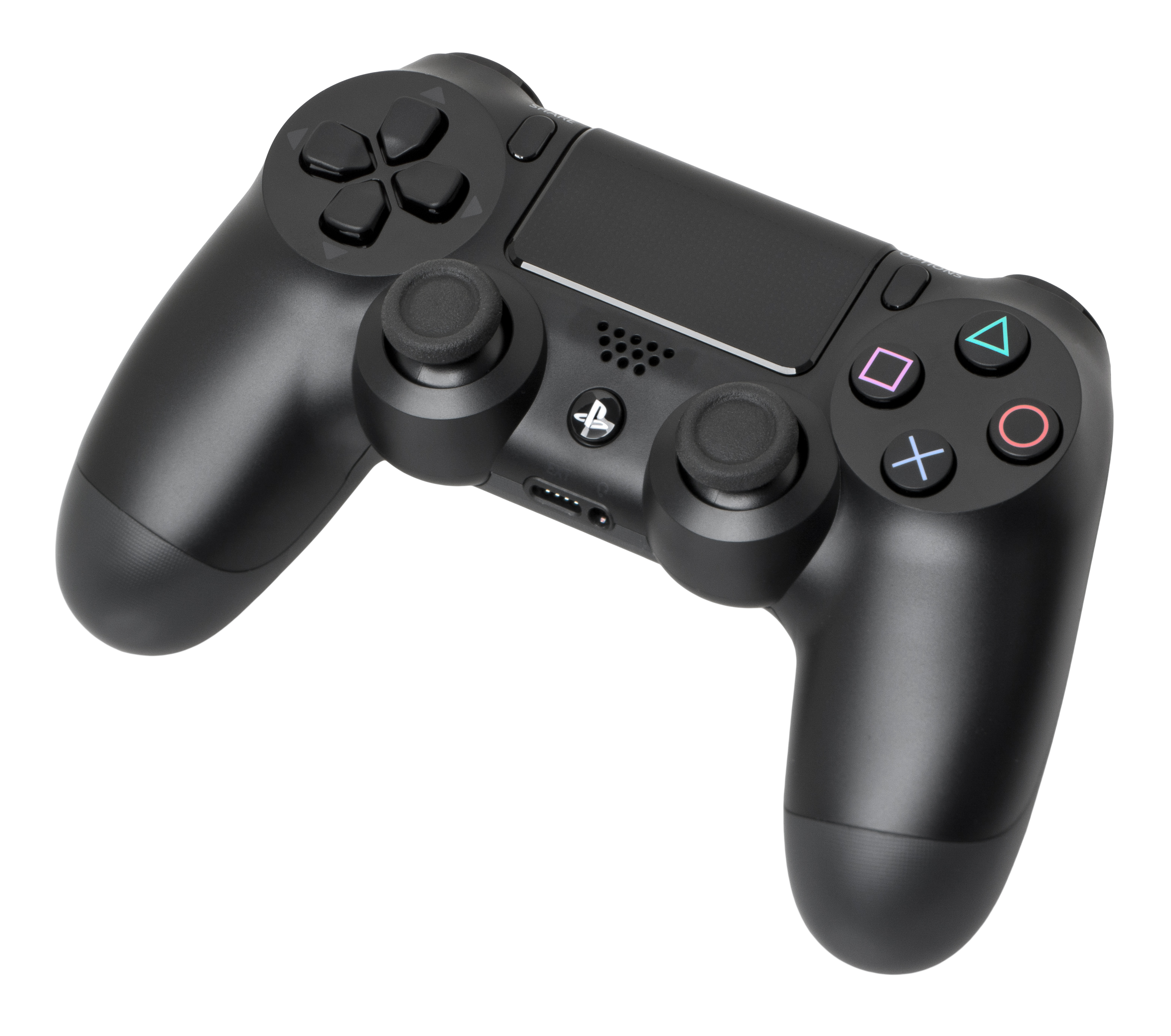
Контроллер DualShock 4 для PS4 с тачпадом

Се́нсорная пане́ль, тачпа́д (англ. touchpad: touch — касаться, pad — подушечка) — указательное (координатное) устройство ввода, предназначенное для управления курсором и отдачи различных команд компьютеру, телефону или другому электронному оборудованию. Отдача команд осуществляется через прикосновение одним или несколькими пальцами поверхности тачпада. Слово «Touch Pad» является зарегистрированной торговой маркой компании Synaptics.

## Применение и внешний вид
Тачпад, как и другие указательные устройства, обычно используется для управления курсором меню (переносная электроника), «указателем» мыши (компьютеры) или для замены некоторых клавиш клавиатуры. Перемещения пальцами по поверхности устройства преобразуются в движения «курсора»/«указателя» на экране. Прикосновения к поверхности имитируют нажатия кнопок мыши или клавиш клавиатуры.
Тачпады могут размещаться рядом с клавиатурами различных устройств: компьютеров, ноутбуков, электронных клавишных музыкальных инструментов, мобильных устройств. Существуют клавиатуры для настольных ПК со встроенным тачпадом, что позволяет не использовать мышь.
Тачпады могут размещаться на приборных панелях бытового и промышленного оборудования, могут быть выносными (выполненными в виде отдельных устройств, подключаемых к компьютеру через интерфейс PS/2, USB, проприетарный RMI или другой), могут выполняться прозрачными и размещаться поверх дисплея (см. сенсорный экран).
Чувствительные поверхности тачпадов чаще всего выполняются в виде прямоугольника со скруглёнными углами, но существуют и модели с поверхностями других форм (например, в виде круга). Обычно, площадь поверхности тачпада не превышает 50 см².

## История
Долгое время производители не могли выбрать общее название для тачпадов разных конструкций. Использовались термины «glidepoint», «touch sensitive input device», «touchpad», «trackpad» и «pointing device».
В 1982 году фирма Apollo Computer укомплектовала свои компьютеры для рабочих станций клавиатурами, на правой стороне которых был размещён тачпад. Годом позже фирма Gavilan SC поместила тачпад в верхней части своих клавиатур.
В 1988 году Джордж Герфайде (англ. George E. Gerpheide) изобрёл разновидность тачпада.
В 1989 году была разработана разновидность тачпада для серии компьютеров «MC 200/400/600/WORD» фирмы Psion.
В 1994 году фирма Cirque Corporation выпустила первый тачпад, ставший широко распространённым и известный под названием «GlidePoint».
В мае 1994 года фирма Apple Inc. использовала тачпады «GlidePoint» в ноутбуках серии «PowerBook» (см. фото), заменив ими трекбол. Спустя какое-то время в сериях ноутбуков «PowerBook» и «MacBook» стали применяться тачпады, разработанные самой Apple и называемые «trackpads».
Тачпады «GlidePoint» также использовала в своей продукции фирма Sharp.
Вскоре фирма Synaptics вывела на рынок тачпады, известные как «TouchPad».
Тачпады «TouchPad» использовались в продукции фирмы Epson.
С 1990‑х годов тачпады стали использоваться в ноутбуках.
Альтернативами тачпада на ноутбуках являются:
- тензометрический джойстик (англ. pointing stick);
- «трекбол» (англ. trackball).

Устройства, содержащие одновременно тачпад и «трекбол», встречаются редко.
Со времён своего появления тачпад стал наиболее распространённым устройством управления указателем мыши для ноутбуков.

## Принцип действия

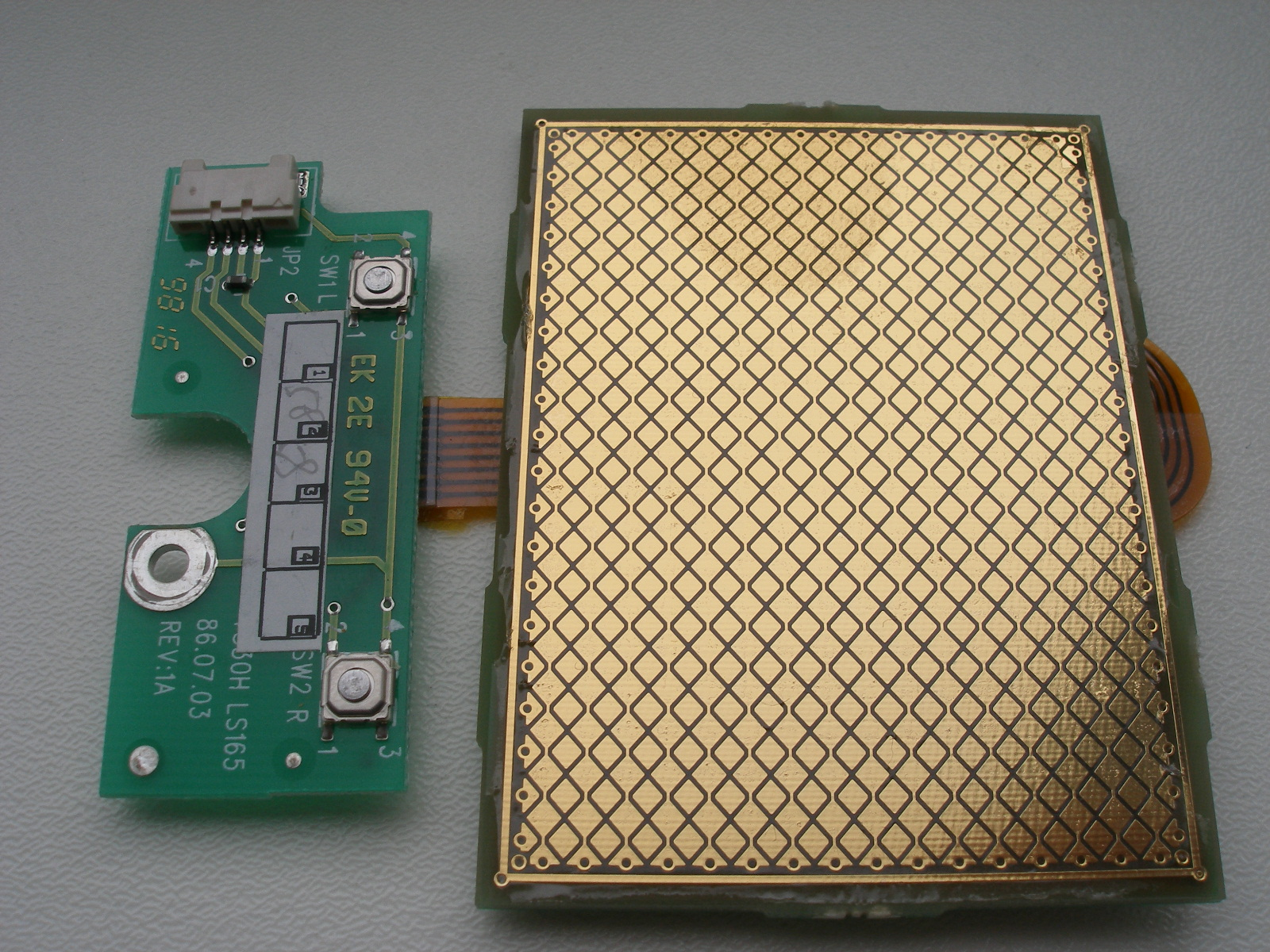
Электронная схема и чувствительная поверхность тачпада

Работа тачпадов основана на измерении электрической ёмкости между пальцем и датчиком или между двумя датчиками. Ёмкостные датчики расположены вдоль вертикальной и горизонтальной осей тачпада, что позволяет определить положение пальца с нужной точностью. Чувствительная поверхность устройства представляет собой сетку из двух слоёв металлических проводников, разделённых слоем тонкой изолирующей прокладки. Прокладка представляет собой лавсановую плёнку. Проводники в одном слое расположены параллельно друг другу; слои проводников расположены так, что проводники из одного слоя перпендикулярны проводникам из другого. Два слоя проводников выполняют роль обкладок, а прокладка выполняет роль диэлектрика; конденсаторы формируются на пересечении перпендикулярных проводников.
После включения устройства между обкладками конденсатора образуется электрическое поле. Начинается подготовка устройства к работе. Микроконтроллер подаёт напряжение на два проводника, расположенных в разных слоях, измеряет сопротивление между ними, запоминает измеренное значение в памяти, затем прекращает подачу напряжения и подаёт напряжение на два других проводника, расположенных в разных слоях. Так повторяется до тех пор, пока микроконтроллер не измерит и не сохранит сопротивления между каждой парой проводников, расположенных в разных слоях.
Далее устройство переходит в обычный режим работы. Микроконтроллер продолжает измерять сопротивления между парами проводников, но теперь сравнивает измеренные значения с сохранёнными в памяти. Время, за которое микроконтроллер успевает «снять показания со всех датчиков» (период T или частота ν = 1/T), является одной из характеристик тачпадов.
Человеческое тело является хорошим проводником. При приближении пальца к чувствительной поверхности палец выполняет роль обкладки конденсатора; у конденсаторов, расположенных вблизи пальца, происходит изменение электрического поля, и, соответственно, ёмкости. Микроконтроллер измеряет сопротивление между парами проводников и сравнивает измеренные значения с сохранёнными в памяти. Анализируя отклонения измеренных значений от сохранённых, микроконтроллер может определить координаты (X, Y) места касания и давление (Z), оказываемое на поверхность. Это возможно благодаря тому, что чем большее давление прилагается к поверхности или чем большее количество пальцев находится вблизи поверхности, тем больше полная ёмкость конденсатора, образуемого поверхностью устройства и пальцем.
На ёмкость конденсаторов сетки влияет не только палец, но и внешние электрические поля, и другие физические эффекты. В результате ёмкость постоянно изменяется (дрожит, англ. jitter). Для устранения дрожания измеренных значений применяются «фильтрующие» алгоритмы. Алгоритмы заменяют резкие изменения измеренных значений на плавные (сглаживают). Чаще всего используется простой алгоритм, называемый алгоритмом «усредняющего окна». Согласно этому алгоритму, значение текущих координат определяется усреднением двух последних не сглаженных значений:
Xтекущее = ( Uновое + Uпредыдущее ) / 2,
где:
- Xтекущее — сглаженное значение;
- Uновое, Uпредыдущее — измеренные и не сглаженные значения.

Для увеличения степени сглаживания дрожаний используют усреднение трёх или более новых (только что измеренных и не сглаженных) значений или используют взвешенные алгоритмы, например, такой:
Xтекущее = 1/2 Uновое + 3/4 Uпредыдущее.
Измеряя полную ёмкость, можно определить степень нажатия, то есть третью координату Z. Если на чувствительной поверхности нет пальца, координата Z равна нулю. Для определения перемещения пальца устройство контролирует увеличение координаты Z сверх некоторого порога, затем вычисляет изменение координат X и Y до момента равенства нулю координаты Z, что соответствует окончанию движения и удалению пальца от чувствительной поверхности устройства. Полученные значения ΔX и ΔY используются далее для перемещения указателя, отображаемого на экране.

## Возможности
При помощи программы-драйвера возможности тачпада могут быть значительно расширены, но эти функции должны аппаратно поддерживаться самим тачпадом. Например, становится возможной имитация нажатия кнопок мыши, имитация вращения колеса мыши, использование жестов и мультитач.
Список некоторых возможностей:
- перетаскивание и выделение (незавершённое двойное нажатие со скольжением одним пальцем);
- нажатие правой кнопки мыши (короткое нажатие двумя пальцами);
- нажатие средней кнопки мыши (короткое нажатие тремя пальцами);
- вращение колеса мыши (вертикальная прокрутка) (скольжение двумя пальцами);
- вертикальная прокрутка (скольжение одним пальцем по участку, расположенному у края чувствительной поверхности справа или слева);
- горизонтальная прокрутка (скольжение одним пальцем по участку, расположенному у края чувствительной поверхности сверху или снизу);
- увеличение или уменьшение (скольжение двух пальцев вдоль прямой линии по направлению друг к другу или друг от друга);
- переворот (касание одним пальцем, скольжение вторым пальцем вокруг первого по кругу);
- перелистывание (лёгкое касание тремя пальцами при движении слева направо или справа налево);
- эмуляция нажатий дополнительных клавиш клавиатуры (например, «Play», «Pause», «Search», «Email»).

Перемещение пальца по тачпаду до края чувствительной поверхности и удерживание возле него, может восприниматься как жест для автоматического перемещения «указателя» в заданном направлении с постоянной скоростью.
Отключить тачпад ноутбука можно нажатием сочетания клавиш Fn+Fxx, где:
- клавиша Fn находится рядом с клавишей Ctrl;
- Fxx — одна из клавиш от F1 до F12.

На некоторых ноутбуках тачпад отключается отдельной кнопкой. Она может выглядеть как углубление на краю тачпада.
Тачпады являются устройствами с довольно низким разрешением. Разрешение тачпадов достаточно для игры в логические игры, для повседневной работы с офисными приложениями и веб-браузерами, но не достаточно для работы с графическими программами, и делает практически невозможной игру в 3D-шутеры.

## Основные производители
- Alps Electric[англ.]. Торговые названия сенсорных панелей: StickPointer™, GlidePoint™, GlidePad™.
- Cirque Corporation[англ.] — дочерняя компания Alps Electric.
- Synaptics. Семейство устройств TouchPad: TouchPad™, ClickPad™, ForcePad™, SecurePad™[1].
- ElanTech.